# Dalnyk
Dalnyk (ukrainisch Дальник; russisch Дальник Dalnik) ist ein Dorf in der ukrainischen Oblast Odessa mit etwa 1200 Einwohnern (2001).

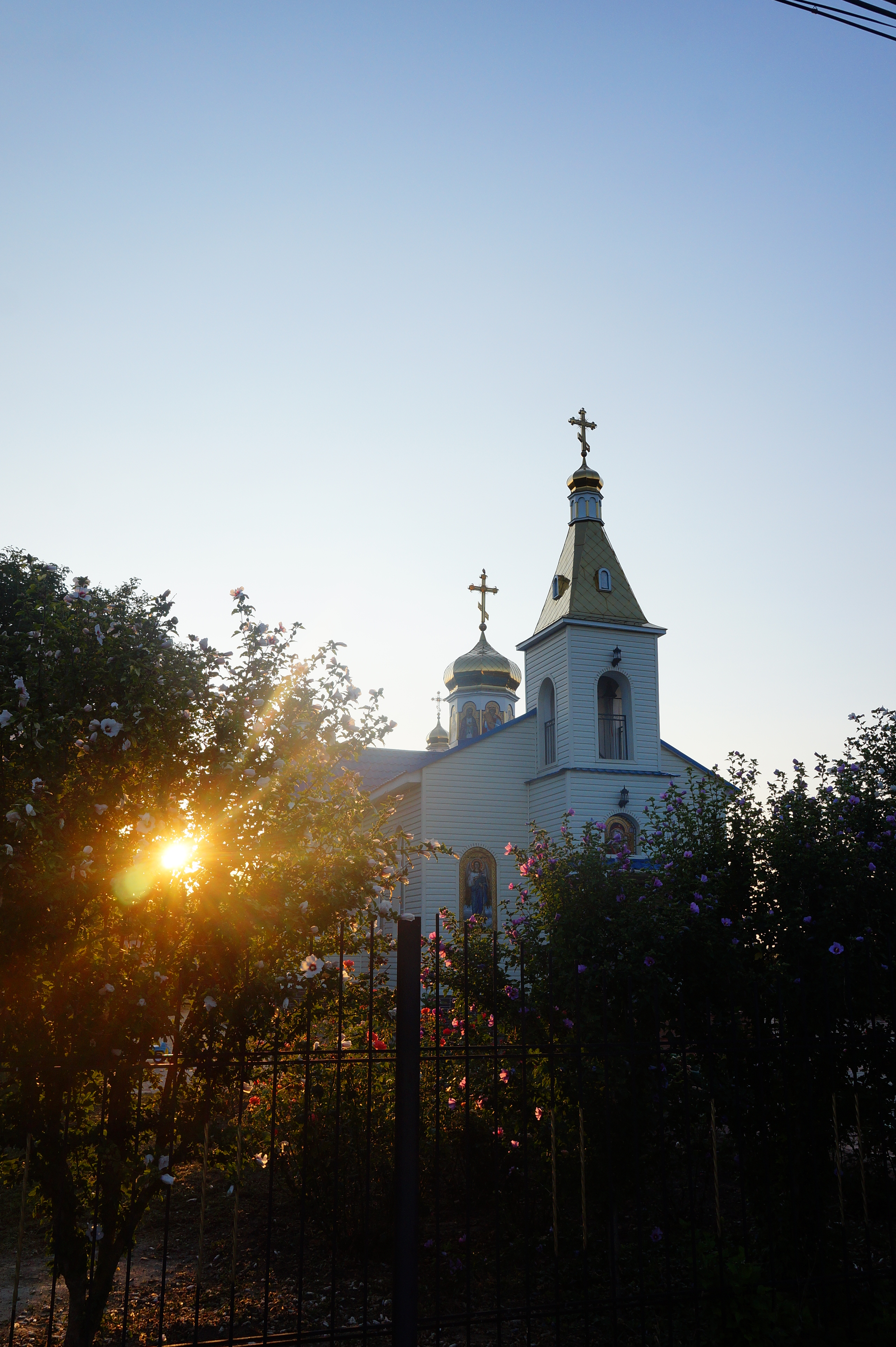
Kirche der Ikone der Gottesmutter von Kasan

Das 1883 gegründete Dorf (eine weitere Quelle nennt das Jahr 1794) liegt auf einer Höhe von 9 m am Ufer des 71 km langen Baraboj (Барабой), kurz vor dessen Mündung ins Schwarze Meer, 9 km östlich vom Rajonzentrum Owidiopol und etwa 40 km südwestlich vom Oblastzentrum Odessa. Durch das Dorf verläuft die Territorialstraße T–16–41.
Beim Massaker von Odessa wurden am 23. Oktober 1941 auf Befehl des rumänischen Staatsführers Ion Antonescu 20.000 Juden in Odessa zusammengetrieben und am Tag darauf nach Dalnyk getrieben, wo sie umgebracht wurden.

## Verwaltungsgliederung
Am 4. August 2017 wurde das Dorf zum Zentrum der neugegründeten Landgemeinde Dalnyk (Дальницька сільська громада/Dalnyzka silska hromada). Zu dieser zählten auch noch die Dörfer Baraboj, Dobrooleksandriwka, Hrybiwka, Roksolany und  Sanschijka sowie die Ansiedlung Bohatyriwka, bis dahin bildete es zusammen mit den Dörfern Hrybiwka und Sanschijka die gleichnamige Landratsgemeinde Dalnyk (Дальницька сільська рада/Dalnyzka silska rada) im Süden des Rajons Owidiopol.
Am 12. Juni 2020 kamen noch Dörfer Marjaniwka und Nowohradkiwka zum Gemeindegebiet.
Seit dem 17. Juli 2020 ist es ein Teil des Rajons Odessa.
Folgende Orte sind neben dem Hauptort Dalnyk Teil der Gemeinde:
| Name                     | Name               | Name                                   |
| ukrainisch transkribiert | ukrainisch         | russisch                               |
| ------------------------ | ------------------ | -------------------------------------- |
| Baraboj                  | Барабой            | Барабой (Baraboi)                      |
| Bohatyriwka              | Богатирівка        | Богатырёвка (Bogatyrjowka)             |
| Dobrooleksandriwka       | Доброолександрівка | Доброалександровка (Dobroalexandrowka) |
| Hrybiwka                 | Грибівка           | Грибовка (Gribowka)                    |
| Marjaniwka               | Мар'янівка         | Марьяновка (Marjanowka)                |
| Nowohradkiwka            | Новоградківка      | Новоградковка (Nowogradowka)           |
| Roksolany                | Роксолани          | Роксоланы                              |
| Sanschijka               | Санжійка           | Санжейка (Sanscheika)                  |